# Маслюк Клінтона
Маслю́к Клі́нтона (лат. Suíllus clintoniánus) — вид грибів, включений до роду маслюк (Suillus) родини маслюкові (Suillaceae) (у багатьох системах класифікації — у складі родини болетові).
Їстівний гриб, який утворює мікоризу з модриною. Зустрічається у Північній Америці та Євразії. Є близьким до маслюка модринового (Suillus grevillei), від якого відрізняється темнішим забарвленням.

## Опис
Трубчастий шапково-ніжковий гриб з розвиненим слизовим кільцем на ніжці.
Шапка 50–150 мм поперечником, у молодих плодових тіл напівкуляста або опукло-конічна, з віком розкривається до опуклої і плоско-опуклої, в осередку завжди найм'ясистіша. Шкірочка гладенька, блискуча, за вологої погоди клейко-слизувата, за сухої — шовковиста, тонка, знімається на дві третини діаметра шапки від краю. Забарвлення темне: червоно-коричневе, темно-каштанове, буро-коричневе, буро-каштанове, дуже рідко у центрі шапки жовте. Край шапки товстий, що триває за межі трубочок, золотисто-жовтий.

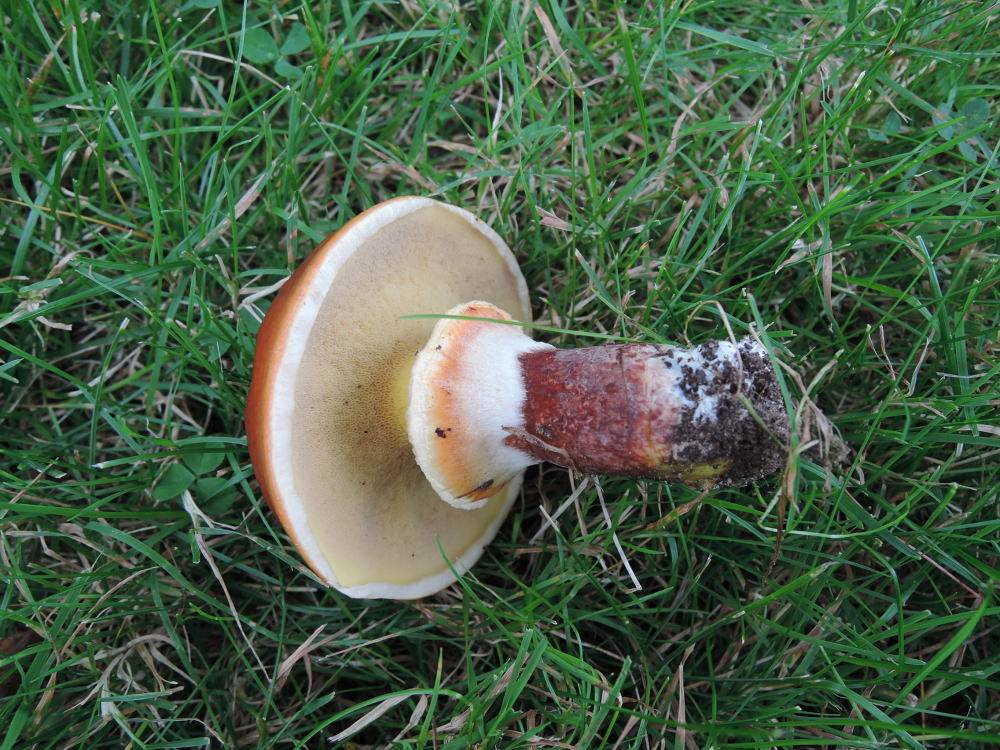
Гіменофор і ніжка з частковим покривалом, на якому помітно коричневе кільце.
Онтаріо, Канада

Пори гіменофора дрібні, до 1 мм в діаметрі, на старість кутасті, у молодих грибів яскраво-жовтого, золотисто-жовтого кольору, потім вицвітають до сірувато-жовтого, до старості — до сіро-зеленого, при натисканні стають сірувато-коричневими, потім — іржаво-коричневими. Трубочки 5—10 мм завдовжки, віддільні від м'якуша шапки, спочатку прирослі до ніжки, потім слабо низхідні, в молодому віці лимонно-жовті, з часом стають вохристо-жовтими й оливково-жовтими.
Ніжка 50–120 мм довжиною і 15–25 мм поперечником, грубо стовбувата або неясно булавоподібна, виконана, волокниста, над кільцем яскраво-жовта, неясно сітчаста до самого кільця (сіточка складається з низхідних на ніжку трубочок), під кільцем — з численними густими дрібними волокнами і лусочками червоно-коричневого кольору на жовтому тлі, коло підошви жовтувато-біла.
Часткове покривало у вигляді довговічного кільця у верхній частині ніжки. Кільце складається з двох шарів — зовнішнього пластівчасто-плівчастого і внутрішнього слизового, знизу та біля краю біле, у середині — коричневе.
М'якуш м'ясистий, у шапці в розвинених грибів м'який, в ніжці — волокнистий; забарвлений у шапці у світло-жовто-оранжевий, а в ніжці — у світло-бурий колір, в основі ніжки іноді на повітрі має зеленувато-блакитний відтінок (вказується, що така зміна кольору частіше спостерігається у досить старих або тих грибів, що зростають у скупченнях зі спільної основи). Смак майже відсутній. Запах дуже слабкий, фруктовий.
Споровий відбиток вохристого або оливково-коричневого кольору.
Поява плодових тіл припадає на липень–жовтень, подібно маслюку модринового. За Смітом і Тірсом (1964), тип розвитку у всіх видів роду з кільцем «псевдогеміангіокарпний»: на найраніших стадіях розвитку кільце відсутнє, потім тканина з краю шапки «сповзає» і закриває гіменофор, після чого відривається від шапки та утворює кільце, ніколи, однак, з тканиною ніжки не зростається.
Вважається добрим їстівним грибом, придатний до вживання в їжу при будь-якому вигляді кулінарної обробки.

### Мікроморфологія

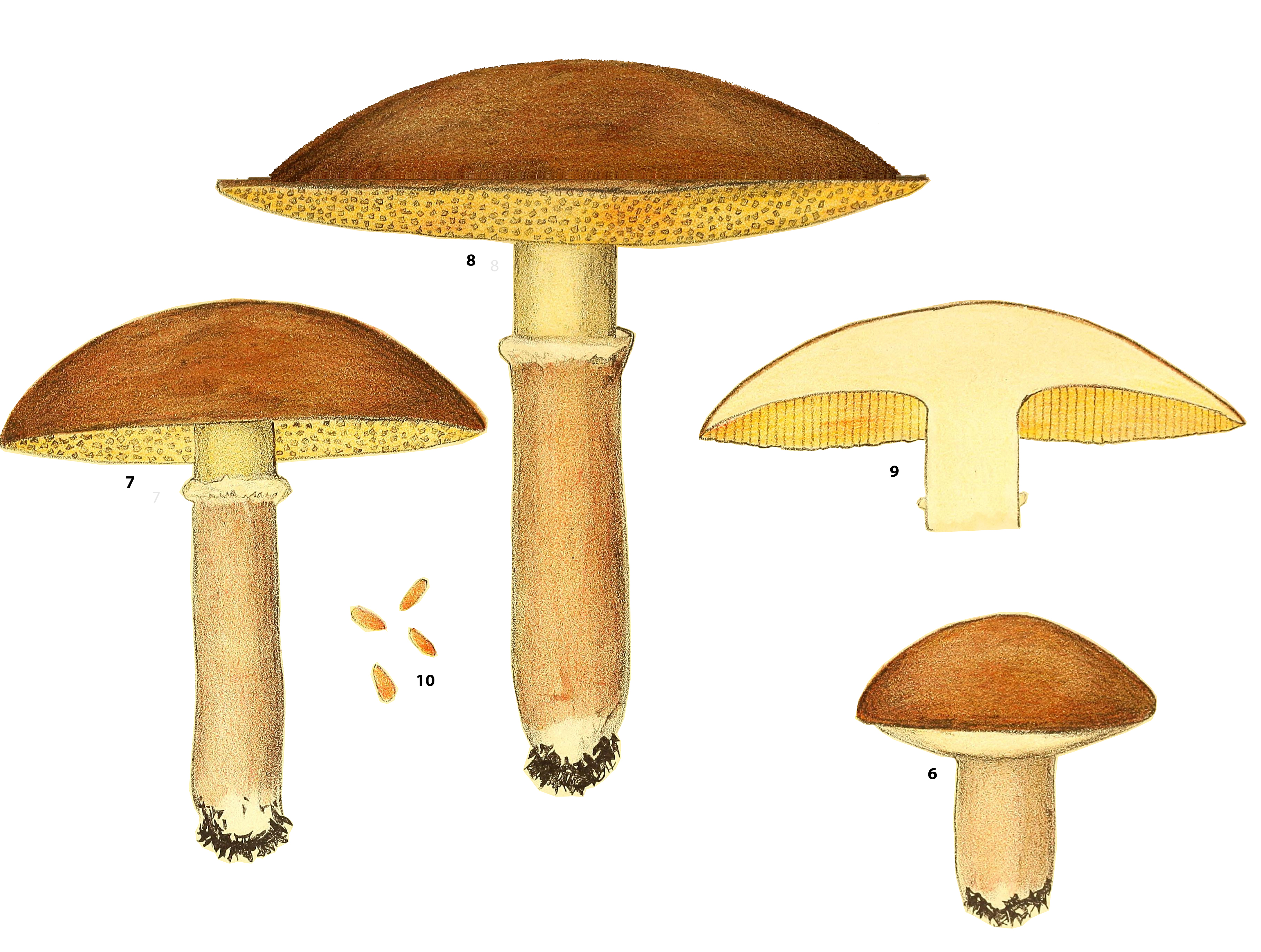
Маслюк Клінтона. Малюнок Ч. Х. Пека (1899)

Спори блідо-солом'яного, блідо-жовто-бурого або блідо-червоно-коричневого кольору, іноді майже безбарвні, з дрібними червоно-коричневими вкрапленнями, з масляними крапельками, 8,5–12 (12,5) × 3,5–4,2 (4,5) мкм, у середньому — 10,2 × 4 мкм, еліптичні до веретенуватих, з відношенням довжини і ширини в межах (2,3) 2,4–2,8 (3,0), товстостінні; обсяг спір — 47–125 мкм³, середній — 83 мкм³. Базидії 25–30 × 6–8 мкм, циліндричні або булавоподібні, з чотирма стеригмами. Каулобазидії (базидії на сіточці у верхній частині ніжки) присутні. Гейлоцистиди 30–80 × 5–10 мкм, циліндричної, булавоподібної або веретенуватої форми, одиночні або у скупченнях, жовто-бурі, інкрустовані. Каулоцистиди 35–80 × 6–12 мкм, зібрані у скупчення, буро-коричневі, інкрустовані, циліндричні або булавоподібні. У трамі трубочок зустрічаються бурі гіфи. Пілеїпеліс (кутикула шапки) — іксотриходерміс, складається зі склоподібних (гіалінових) і коричнево-інкрустованих желатинізованих гіфів, з численними темно-коричневими частинками у слизовій масі. Термінальні елементи гіфів пілеїпеліса циліндричні або неясно булавоподібні.
Серед пігментів, виділених з плодових тіл маслюка Клінтона — гревілини B і C (червоний і червоно-оранжевий пігменти), цикловарієгатин (темно-червоний пігмент, імовірно, головний пігмент, що відповідає за темне забарвлення), телефорова кислота, 3', 4', 4-тригідроксипульвінон (блідо-жовтий пігмент, гідроксильована похідна пульвінона).

### Схожі види

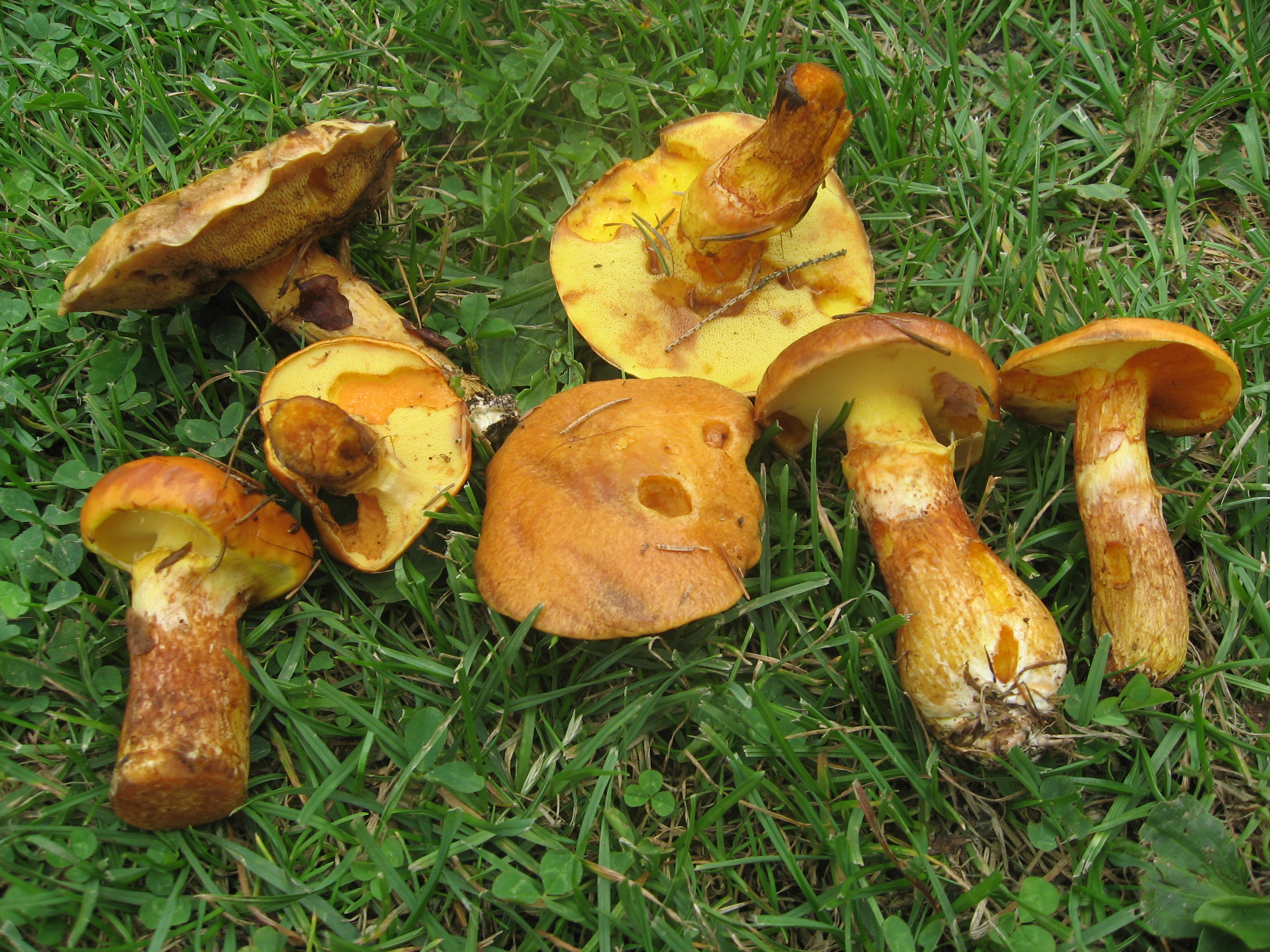
У забарвленні шапинки маслюка модринового переважають яскраво-жовті або помаранчеві тони, що відрізняє його від червоно-коричневого маслюка Клінтона

- Suillus grevillei (Klotzsch) Шаблон:Singer, 1945 — Маслюк модриновий — вид, часто об'єднуваний з маслюком Клінтона. Основна зовнішня відмінність маслюка Клінтона в темному червоно-коричневому забарвленні шапки. Шапинка маслюка модринового забарвлена різноманітно, проте такі темні тони присутні тільки у старих грибів, забарвлення яких сіро-вохристо-коричневе. Шапки маслюка Клінтона на старість, навпаки, вицвітають. Пори маслюка Клінтона жовто-помаранчеві, а у маслюка модринового — яскраво-жовті. Найчіткіші відмінності двох видів полягають у мікроскопічній будові кутикули шапки: її гіфи у маслюка модринового повністю безбарвні, а у маслюка Клінтона — інкрустовані (з барвними украпленнями). Спори маслюка Клінтона помітно більше — їхній середній обсяг становить 83 мкм³ проти 52 мкм³ у маслюка модринового[1].
- Suillus serotinus (Шаблон:Frost) Kretzer & T.D.Bruns, 1996 — вид, нерідко ототожнюваний з маслюком сірим. Серед основних діагностичних ознак цього виду, що також утворює мікоризу з модриною, це сильно слизувата червоно-коричнева шапка з пластівчастими сіруватими залишками покривала по краю, білуваті у молодих грибів пори, а також м'якуш шапки, який на повітрі спочатку повільно стає синювато-зеленим, а далі бузково-сірим і червонувато-коричневим. Споровий відбиток фіолетово-коричневий. Поширений північним сходом Північної Америки[7].

## Екологія та розповсюдження

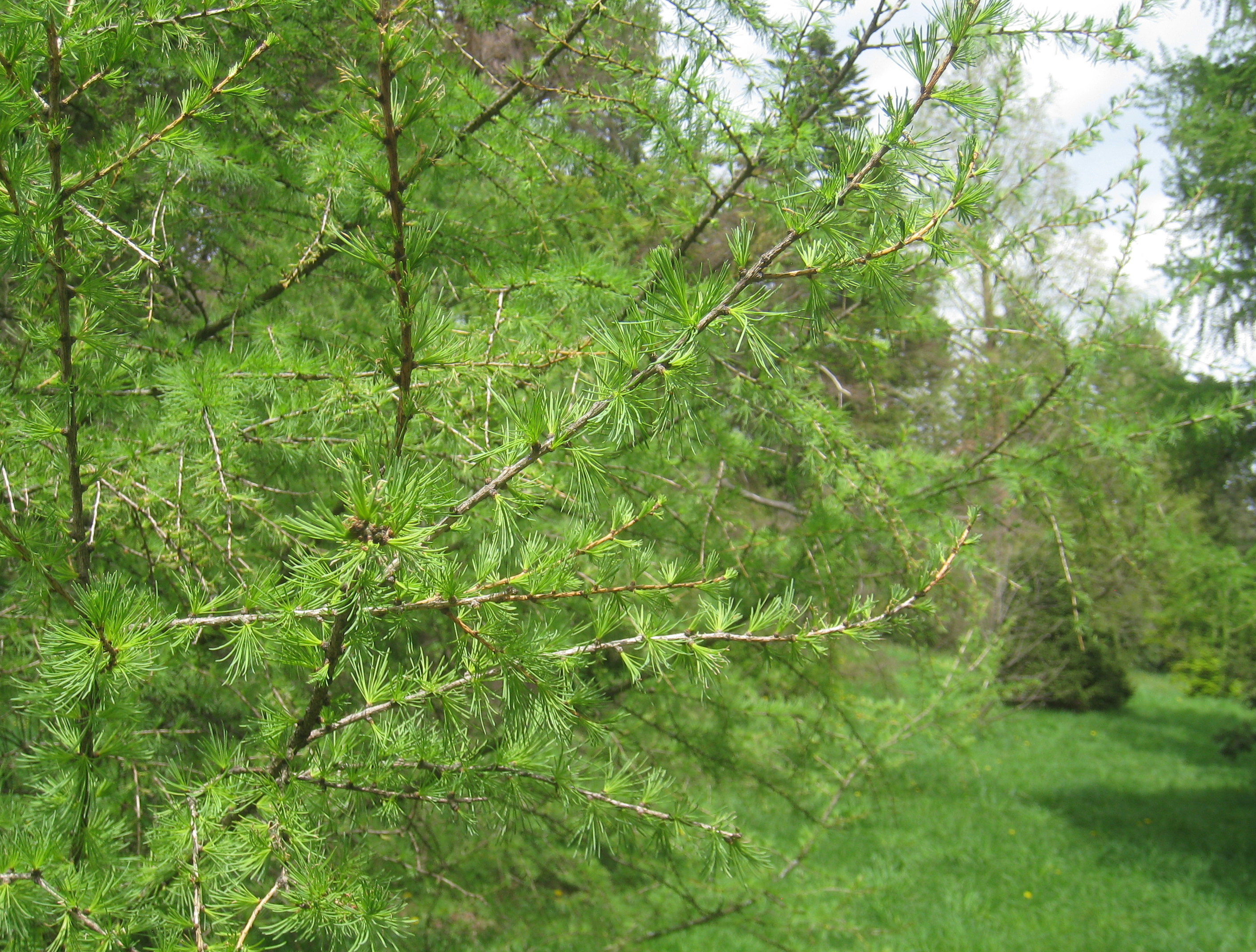
Модрина сибірська — дерево, під яким найчастіше зустрічається маслюк Клінтона

Маслюк Клінтона — бореальний гриб, який утворює мікоризу з різними видами модрин, найчастіше з модриною сибірської.
У Росії відомий на півночі Європейської частини (рідко), Сибіру і Далекого Сходу (набагато частіше), на південь заходить тільки в гірські області (Уральські гори, Алтайські гори), зазвичай з модринами сибірською і Ґмеліна. Також зустрічається гірськими місцинами Китаю, де, звичайно, є модрина.
Імовірно, завезений до Європи зі саджанцями модрини сибірської з Росії. У Скандинавії виростає в насадженнях модрини сибірської у Фінляндії і Швеції (у північних частинах Фінляндії — частіше маслюк модриновий). У Великій Британії відомий з-під гібридної модрини Larix ×marschlinsii, також виявлено на Фарерських островах й у горах Швейцарії.
Широко поширений у Північній Америці, звідки його було первісно описано. У східній частині материка зустрічається рідше, ніж маслюк модриновий, а в західній — навпаки, є звичайнішим.

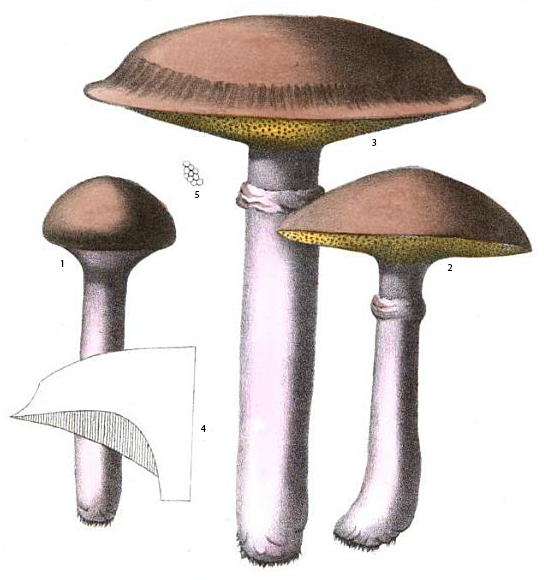
Малюнок Ч. Х. Пека, додаваний до первотворного опису виду (1872)

## Таксономія
Вид було вперше описано американським мікологом Чарлзом Гортоном Пеком (1833–1917) у щорічному ботанічному звіті Музею природної історії штату Нью-Йорк за 1869 рік, що вийшов 1872 року (на заголовній сторінці вказано 1873 рік, коли вийшов увесь звіт, а не тільки його ботанічна частина).

Boletus clintonianus n. sp.
Шапка товста, опукла, слизувата при зволоженні, гладка, блискуча, гнідо-червона чи каштанова; трубочки майже плоскі, прирослі, слабо додільні, дрібні, майже округлі, блідо-жовті, потім темніють; ніжка рівна, міцна, сповнена, окільцьована, майже одноколірна, іноді жовтоплямиста, маловиражено сітчаста у верхній частині; кільце і м'якуш жовті; рослина, що інколи зустрічається жмутами.
Висота 4–6 дюймів, ширина шапки 3–5 дюймів, ніжка 6–9 ліній завтовшки.
У низинних лісах. Норт-Елба. У серпні. Шляхетний вид.
Великі примірники часом з прикрайовою борозенкою або поглибленням на шапці. Присвячується високоповажному Дж. В. Клінтону; немає пристраснішого любителя ботаніки і відданішого друга науки, ніж він.
Оригінальний текст (англ.)
Pileus thick, convex, viscid when moist, smooth, shining, bay-red, or chestnut-color; tubes nearly plane, attached, subdeccurent, small, nearly round, pale yellow, becoming darker; stipe equal, stout, solid, annulate, subconcolorous, sometimes stained with yellow, slightly reticulated at the top; annulus and flesh yellow; plant sometimes cæspitose.
Height 4'–6', breadth of pileus 3'–5', stipe 6"–9" thick.
Low woods. North Elba. August. A noble species.
Large specimens sometimes have a submarginal groove or concavity of the pileus. Dedicated to Hon. G. W. Clinton, than whom there is no more ardent lover of botany nor more devoted friend of science.
— Ч. Г. Пек, первотворний опис виду (1872)

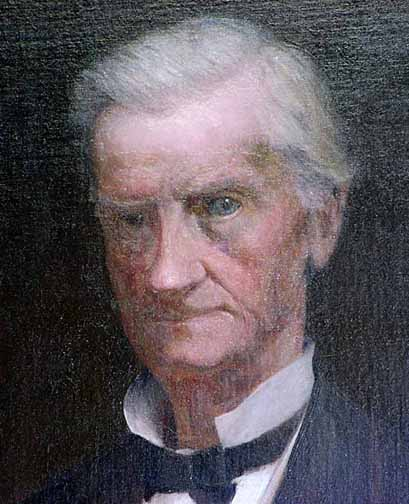
Поличчя Джорджа Вільяма Клінтона, в честь якого названо гриб

Пек помістив цей гриб до збірного роду м'ясистих трубчастих грибів Boletus і назвав цей вид в честь природознавця-любителя Клінтона. Джордж Вільям Клінтон (1807–1885) — нью-йоркський політик, адвокат, суддя і письменник, мер міста Буффало в 1842–1843 роках, протягом 20 років очолював Природничо-наукове товариство Буффало. 1867 року Пек, який викладав тоді у вищій школі в Олбані, втратив роботу через закриття школи. Незабаром Клінтон, керівник Службою штату з природної історії (State Cabinet of Natural History), забезпечив йому роботу на посаді головного ботаніка Нью-Йорка. Саме на цій посаді Пек, до цього займався вивченням бріофлори Нью-Йорка, зацікавився грибами й уже 1869 року видав свою першу значну публікацію з мікології з 53 новими видами.
Типові зразки маслюка Клінтона були зібрані в околицях міста Норт-Елба в окрузі Ессекс на північному сході штату Нью-Йорк. Голотип зберігається в Музеї штату Нью-Йорк.

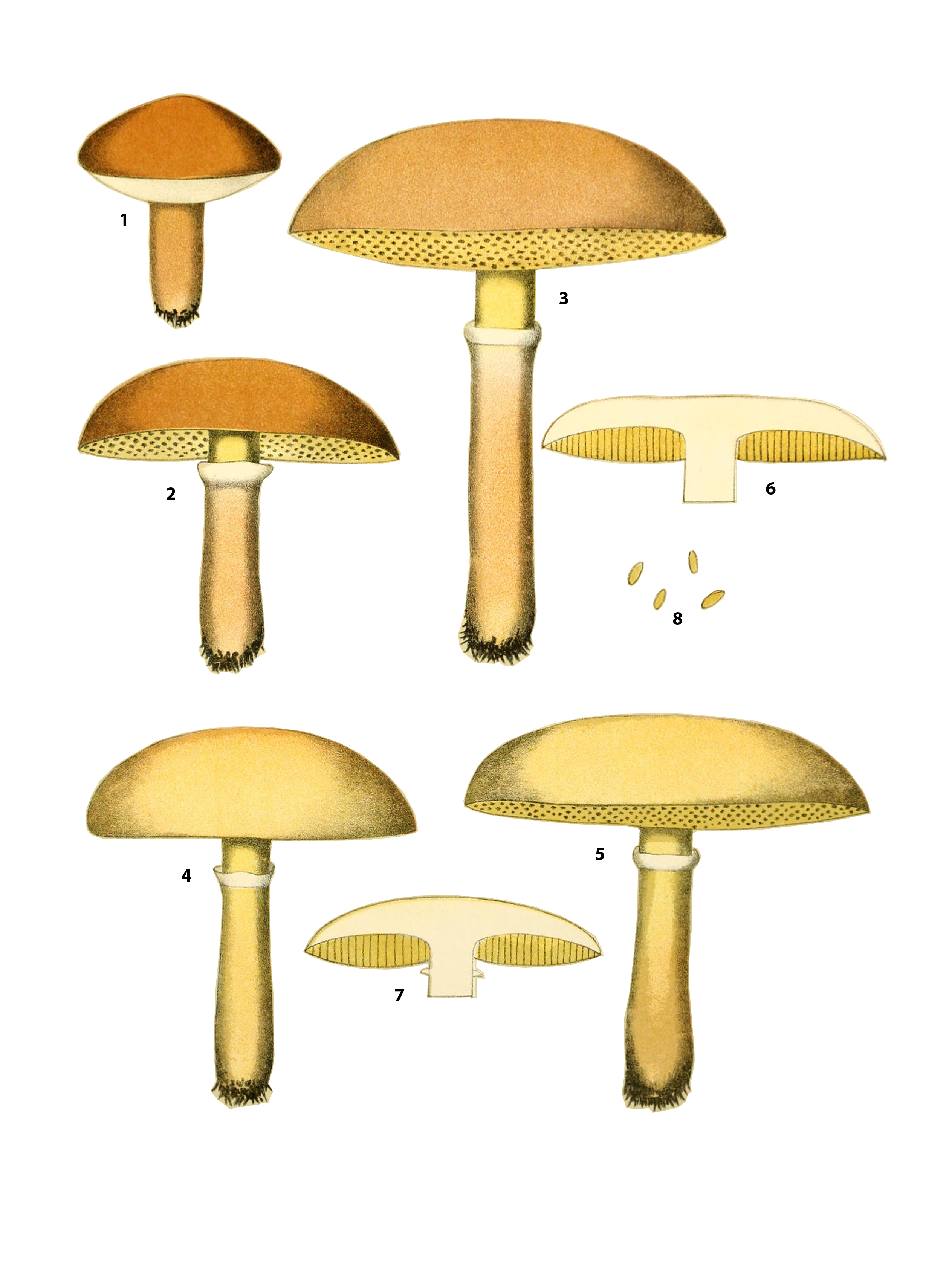
Маслюк Клінтона. Малюнок Ч. Г. Пека (1900). Показано колірну мінливість

Пек неодноразово описував подальші знахідки цього виду. 1887 року він уперше вказав на його близькість до маслюка модринового (званого їм Boletus elegans). Він вважав Boletus clintonianus американським «аналогом» європейського виду Boletus elegans, вказуючи на низку відмінностей: темніше забарвлення, довговічне кільце, що не зникає на старість, а також позбавлену будь-якої крапчастості ніжку. 1889 року Пек розширив опис мінливості забарвлення маслянка Клінтона, на відкритих місцях, де, на його думку, нерідко виростає з жовтою або червонувато-жовтою шапинкою. Такі світло-забарвлені плодові тіла Пек відрізняв, окрім зазначених ознак ніжки і кільця, за довшими і темнішими, ніж у Boletus elegans (який він до цього часу вже не відносив до суто європейських видів), спорами. У синоніми він заніс назву Boletus viridarius Шаблон:Frost, 1909 року вважав його самостійним видом. 1899 року Пек видав ще один, найдокладніший, опис Boletus clintonianus.
В. А. Мерріл (1909, 1910, 1914) трактував Boletus clintonianus дуже широко, звівши до нього тотожніми назви Boletus serotinus Frost і Boletus viridarius Frost. Основною відмінністю цього мінливого виду від інших маслюків з кільцем на ніжці він уважав відсутність цяточок на ніжці як над кільцем, так і під ним.
До роду Suillus вид перевів 1898 року, відомий своїми радикальними поглядами на ботанічну номенклатуру і який віддавав цій родовій назві першість над Boletus, німецький учений Отто Кунце (1843 1907). Надалі, коли роди були таксономічно розмежовані, цей вид залишився в роді Suillus.
Починаючи з другої половини XX століття маслюк Клінтона в більшості північноамериканських виданнях зараховувався до синонімів маслюка модринового, лише деякі описували самостійний різновид Suillus grevillei var. clintonianus. У Північній Європі, де стали робитися спроби виділення темного маслюка, прив'язаного до модрини, у самостійний таксон, Suillus clintonianus найчастіше згадувався під назвою Suillus grevillei var. badius. Типові зразки цього таксона було зібрано 1937 року Р. Зінґером і Л. М. Васильєвою в Чуйських Альпах (Алтай). Ця назва не є дійсною з точки зору Міжнародного кодексу номенклатури.
1993 року фінські мікологи Маурі Корхонен, Яакко Хювйонен і Теуво Ахті визначили чіткі морфологічні відмінності між видами, визнавши їх самостійними. Молекулярно-філогенетичні дослідження, які могли б підтвердити або спростувати правомірність розмежування видів у комплексі S. grevillei, не проводилося.

### Синоніми
Гомотипні (номенклатурні) синоніми:
- Boletinus grevillei var. clintonianus (Peck) Pomerl., 1980, nom. inval.
- Boletus clintonianus Peck, 1872basionym
- Suillus grevillei var. clintonianus (Peck) Шаблон:Singer, 1951

Гетеротипні (таксономічні) синоніми:
- Ixocomus elegans f. badius Шаблон:Singer, 1938, nom. inval.
- Suillus grevillei f. badius (Singer) Singer, 1965, nom. inval.
- Suillus grevillei var. badius (Singer) Watling, 1970, nom. inval.